# Rekordy meczu gwiazd NBA
Poniższa lista prezentuje rekordy drużynowe oraz indywidualne z meczu gwiazd NBA na przestrzeni całej historii jego rozgrywania.

## Indywidualne

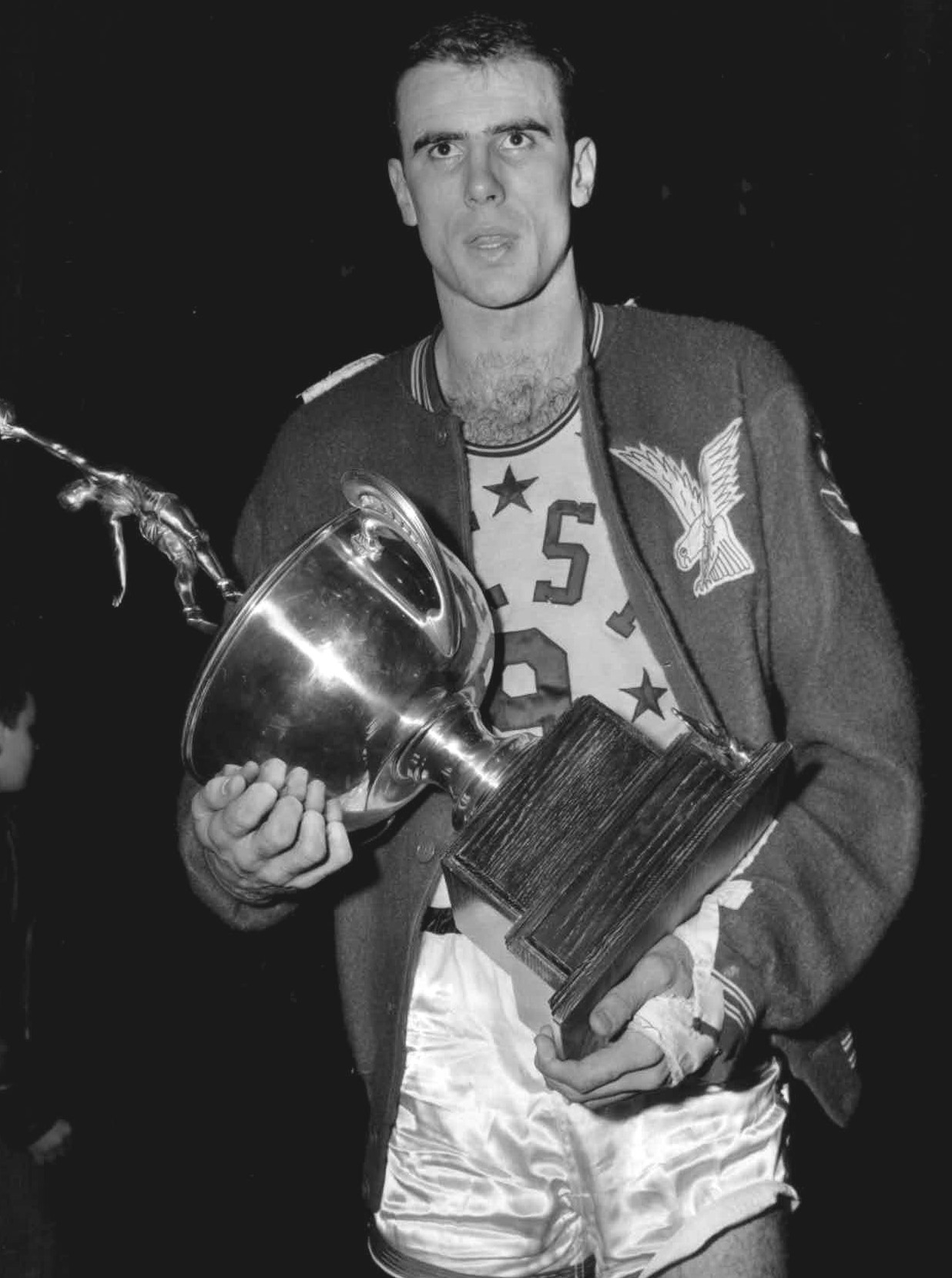
Bob Pettit został wybrany MVP meczu gwiazd NBA 4-krotnie, ustanowił też rekord spotkań, notując 27 zbiórek w jednym meczu.

### MVP
- Najwięcej nagród

- 4 – Bob Pettit (1 nagroda współdzielona) (1956, 1958, 1959, 1962)
- 4 – Kobe Bryant (1 nagroda współdzielona) (2002, 2007, 2009, 2011)

- Najwięcej nagród z rzędu

- 2 – Bob Pettit (1 współdzielony) (1958, 1959)
- 2 – Russell Westbrook (2015, 2016)

### Wybory do All-Star
- Najwięcej nominacji

- 19 – Kareem Abdul-Jabbar

- Najwięcej nominacji z rzędu

- 17 – Kobe Bryant

- Najwięcej rozegranych spotkań

- 18 – Kareem Abdul-Jabbar

- Najwięcej spotkań w składzie podstawowym

- 15 – Kobe Bryant

### Punkty
- Najwięcej punktów – kariera

- 314 – LeBron James

- Najwyższa średnia punktów – kariera (minimum 3 spotkania)

- 24,5 – LeBron James
- 24,5 – Anthony Davis

- Najwięcej punktów w spotkaniu

- 52 – Anthony Davis (2017)

- Najwięcej punktów – połowa meczu

- 30 – Anthony Davis (2017)

- Najwięcej punktów – kwarta

- 20 – Glen Rice (1997)
- 20 – Anthony Davis (2017)

### Minuty
- Najwięcej minut – kariera

- 449 – Kareem Abdul-Jabbar

- Najwięcej minut w spotkaniu

- 42 – Oscar Robertson (1964)
- 42 – Bill Russell (1964)
- 42 – Jerry West (1964)
- 42 – Nate Thurmond (1967)

- Najwięcej minut na mecz

- 32,7 – Bob Pettit

### Zbiórki
- Najwięcej zbiórek – kariera

- 197 – Wilt Chamberlain

- Najwięcej zbiórek ofensywnych – kariera

- 44 – Moses Malone

- Najwięcej zbiórek defensywnych – kariera

- 98 – Tim Duncan

- Najwięcej zbiórek – mecz

- 27 – Bob Pettit (1962)

- Najwięcej zbiórek na mecz

- 16,2 – Bob Pettit

- Najwięcej zbiórek ofensywnych – mecz

- 10 – Kobe Bryant (2011)

- Najwięcej zbiórek defensywnych – mecz

- 19 – Dikembe Mutombo (2001)

- Najwięcej zbiórek – połowa meczu

- 16 – Bob Pettit (1962)
- 16 – Wilt Chamberlain (1960)

- Najwięcej zbiórek – kwarta

- 10 – Bob Pettit (1962)

### Asysty
- Najwięcej asyst – kariera

- 127 – Magic Johnson

- Najwięcej asyst – mecz

- 22 – Magic Johnson (1984)

- Najwięcej asyst na mecz

- 13,3 – Chris Paul

- Najwięcej asyst – połowa meczu

- 13 – Magic Johnson (1984)

- Najwięcej asyst – kwarta

- 9 – John Stockton (1989)

### Rzuty z gry
- Najwyższa skuteczność z gry – kariera

- 83,3% – Brandon Roy

- Najwięcej celnych rzutów z gry – kariera

- 129 – LeBron James

- Najwięcej celnych rzutów z gry – mecz

- 26 – Anthony Davis (2017)

- Najwięcej celnych rzutów z gry – połowa meczu

- 15 – Anthony Davis (2017)

- Najwięcej celnych rzutów z gry – kwarta

- 10 – Anthony Davis (2017)

- Najwięcej oddanych rzutów z gry – kariera

- 238 – Kobe Bryant

- Najwięcej oddanych rzutów z gry – mecz

- 39 – Anthony Davis (2017)

- Najwięcej oddanych rzutów z gry – połowa meczu

- 22 – Anthony Davis (2017)

- Najwięcej oddanych rzutów z gry – kwarta

- 15 – Anthony Davis (2017)

### Rzuty wolne
- Najwyższa skuteczność rzutów wolnych – kariera

- 100%– Archie Clark
- 100% – Gary Payton
- 100% – Clyde Drexler

- Najwięcej celnych rzutów wolnych – kariera

- 78 – Elgin Baylor

- Najwięcej celnych rzutów wolnych – mecz

- 12 – Elgin Baylor (1962)
- 12 – Oscar Robertson (1965)

- Najwięcej celnych rzutów wolnych – połowa meczu

- 10 – Zelmo Beaty (1966)

- Najwięcej celnych rzutów wolnych – kwarta

- 9 – Zelmo Beaty (1966)
- 9 – Julius Erving (1978)

- Najwięcej oddanych rzutów wolnych – kariera

- 98 – Elgin Baylor
- 98 – Oscar Robertson

- Najwięcej oddanych rzutów wolnych – mecz

- 16 – Wilt Chamberlain (1962)

- Najwięcej oddanych rzutów wolnych – połowa meczu

- 12 – Zelmo Beaty (1966)

- Najwięcej oddanych rzutów wolnych – kwarta

- 11 – Julius Erving (1978)

### Rzuty za 3 punkty
- Najwyższa skuteczność rzutów za 3 punkty – kariera

- 60% – Glen Rice

- Najwięcej celnych rzutów za 3 punkty – kariera

- 31 – LeBron James

- Najwięcej celnych rzutów za 3 punkty – mecz

- 9 – Paul George (2016)

- Najwięcej celnych rzutów za 3 punkty – połowa meczu

- 7 – Russell Westbrook (2016)

- Najwięcej oddanych rzutów za 3 punkty – kariera

- 90 – LeBron James

- Najwięcej oddanych rzutów za 3 punkty – mecz

- 19 – Paul George (2016)

- Najwięcej oddanych rzutów za 3 punkty – połowa meczu

- 11 – Kevin Durant (2014)
- 11 – Paul George (2016)

### Przechwyty
- Najwięcej przechwytów – kariera

- 38 – Kobe Bryant

- Najwięcej przechwytów na mecz

- 3,2 – Rick Barry

- Najwięcej przechwytów – mecz

- 8 – Rick Barry (1975)

- Najwięcej przechwytów – połowa meczu

- 5 – Larry Bird (1986)

- Najwięcej przechwytów – kwarta

- 4 – Fred Brown (1976)
- 4 – Larry Bird (1986)
- 4 – Isiah Thomas (1989)

### Bloki
- Najwięcej bloków – kariera

- 31 – Kareem Abdul-Jabbar

- Najwięcej bloków na mecz

- 2 – Alonzo Mourning

- Najwięcej bloków – mecz

- 6 – Kareem Abdul-Jabbar (1980)

- Najwięcej bloków – połowa meczu

- 4 – Kareem Abdul-Jabbar (1980)
- 4 – Michael Jordan (1988)
- 4 – Hakeem Olajuwon (1994)

- Najwięcej bloków – kwarta

- 4 – Kareem Abdul-Jabbar (1980)

### Triple-doubles
- Michael Jordan – 14 punktów, 11 zbiórek, 11 asyst w 26 minut (1997)
- LeBron James – 29 punktów, 12 zbiórek, 10 asyst w 32 minut (2011)
- Dwyane Wade – 24 punkty, 10 zbiórek, 10 asyst w 33 minuty (2012)
- Kevin Durant – 21 punktów, 10 zbiórek, 10 asyst w 27 minut (2017)

## Zespół

### Punkty
- Najwięcej punktów – zespół
  - 196 – Zachód (2016)
- Najwięcej punktów – obie drużyny
  - 374 (2017)
- Najwięcej punktów w połowie – zespół
  - 104 – Zachód (2016)
- Najwięcej punktów w połowie – obie drużyny
  - 189 (2017)
- Najwięcej punktów w kwarcie – zespół
  - 53 – Zachód (2016)
  - 53 – Wschód (2017)
- Najwięcej punktów w kwarcie – obie drużyny
  - 101 (2017)
- Najmniej punktów – zespół
  - 75 – Wschód (1953)
- Najmniej punktów – obie drużyny
  - 154 (1953)
- Najwyższa różnica punktów
  - 40 (153–113) – Zachód (1992)
- Najniższa różnica punktów zwycięskiej drużyny
  - 1 (124–123) – Wschód (1965)
  - 1 (108–107) – Zachód (1971)
  - 1 (125–124) – Zachód (1977)
  - 1 (111–110) – Wschód (2001)

### Rzuty z gry
- Najwyższa skuteczność rzutów z gry – zespół
  - 65,3% (64/98) – Zachód (1992)
- Najwyższa skuteczność rzutów z gry – obie drużyny
  - 57,8% (162/280) (2017)
- Najniższa skuteczność rzutów z gry – zespół
  - 0,292 (35/120) – Zachód (1966)
- Najniższa skuteczność rzutów z gry – obie drużyny
  - 0,362 (59/163) (1953)
- Najwięcej celnych rzutów z gry – zespół
  - 84 – Zachód (2017)
- Najwięcej celnych rzutów z gry – obie drużyny
  - 162 (2017)
- Najwięcej celnych rzutów z gry w połowie – zespół
  - 43 – Zachód (2017)
- Najwięcej celnych rzutów z gry w połowie – obie drużyny
  - 83 (2017)
- Najwięcej celnych rzutów z gry w kwarcie – zespół
  - 22 – Zachód (2017)
- Najwięcej celnych rzutów z gry w kwarcie – obie drużyny
  - 42 (2017)
- Najmniej celnych rzutów z gry – zespół
  - 25 – Wschód (1953)
- Najmniej celnych rzutów z gry – obie drużyny
  - 59 (1953)
- Najwięcej oddanych rzutów z gry – zespół
  - 149 – Zachód (2016)
- Najwięcej oddanych rzutów z gry – obie drużyny
  - 286 (2016)
- Najwięcej oddanych rzutów z gry w połowie – zespół
  - 79 – Zachód (2016)
- Najwięcej oddanych rzutów z gry w połowie – obie drużyny
  - 148 (2016)
- Najwięcej oddanych rzutów z gry w kwarcie – zespół
  - 41 – Zachód (2016)
- Najwięcej oddanych rzutów z gry w kwarcie – obie drużyny
  - 77 (2016)
- Najmniej oddanych rzutów z gry – zespół
  - 66 – Wschód (1953)
- Najmniej oddanych rzutów z gry – obie drużyny
  - 162 (1953)

### Rzuty za 3 punkty
- Najwięcej celnych rzutów za 3 punkty – zespół
  - 31 – Zachód (2016)
- Najwięcej celnych rzutów za 3 punkty – obie drużyny
  - 51 (2016)
- Najwięcej oddanych rzutów za 3 punkty – zespół
  - 80 – Zachód (2016)
- Najwięcej oddanych rzutów za 3 punkty – obie drużyny
  - 139 (2016)

### Rzuty wolne
- Najwyższa skuteczność rzutów wolnych – zespół
  - 100% (18/18) – Zachód (1973)
  - 100% (9/9) – Wschód (2014)
  - 100% (4/4) – Wschód (2017)
- Najwyższa skuteczność rzutów wolnych – obie drużyny
  - 87,5% (7/8) (2017)
- Najniższa skuteczność rzutów wolnych – zespół
  - 36,4% (4/11) by West All-Stars (2004)
- Najniższa skuteczność rzutów wolnych – obie drużyny
  - 50% (16/32) (2004)
  - 50% (11/22) (2007)
  - 50% (14/28) (2008)
- Najwięcej celnych rzutów wolnych – zespół
  - 40 – Wschód (1959)
- Najwięcej celnych rzutów wolnych – obie drużyny
  - 71(OT) (1987)
  - 70 (1961)
- Najwięcej celnych rzutów wolnych w połowie – zespół
  - 26 – Wschód (1959)
- Najwięcej celnych rzutów wolnych w połowie – obie drużyny
  - 36 (1961)
- Najwięcej celnych rzutów wolnych w kwarcie – zespół
  - 19 – Wschód (1986)
- Najwięcej celnych rzutów wolnych w kwarcie – obie drużyny
  - 27 (1986)
- Najmniej celnych rzutów wolnych – zespół
  - 1 – Zachód (2016)
- Najmniej celnych rzutów wolnych – obie drużyny
  - 4 (2016)
- Najwięcej oddanych rzutów wolnych – zespół
  - 57 – Zachód (1970)
- Najwięcej oddanych rzutów wolnych – obie drużyny
  - 95 (1956)
- Najwięcej oddanych rzutów wolnych w połowie – zespół
  - 31 – Wschód (1959)
- Najwięcej oddanych rzutów wolnych w połowie – obie drużyny
  - 57 (1962)
- Najwięcej oddanych rzutów wolnych w kwarcie – zespół
  - 25 – Zachód (1970)
- Najwięcej oddanych rzutów wolnych w kwarcie – obie drużyny
  - 33 (1962)
  - 33(OT) (1993)
- Najmniej oddanych rzutów wolnych – zespół
  - 2 – Zachód (2016)
- Najmniej oddanych rzutów wolnych – obie drużyny
  - 7 (2016)

### Zbiórki
- Najwięcej zbiórek – zespół
  - 83 – Wschód (1966)
- Najwięcej zbiórek – obie drużyny
  - 151 (1960)
- Najwięcej zbiórek w połowie – zespół
  - 51 – Wschód (1966)
- Najwięcej zbiórek w połowie – obie drużyny
  - 98 (1962)
  - 98 (1966)
- Najwięcej zbiórek w kwarcie – zespół
  - 30 – Zachód (1966)
- Najwięcej zbiórek w kwarcie – obie drużyny
  - 58 (1966)
- Najmniej zbiórek – zespół
  - 37 – Zachód (1983)
- Najmniej zbiórek – obie drużyny
  - 89 (1983)

### Asysty
- Najwięcej asyst – zespół
  - 60 – Zachód (2017)
- Najwięcej asyst – obie drużyny
  - 103 (2017)
- Najwięcej asyst w połowie – zespół
  - 34 – Zachód (2017)
- Najwięcej asyst w połowie – obie drużyny
  - 57 (2017)
- Najwięcej asyst w kwarcie – zespół
  - 19 – Zachód (2017)
- Najwięcej asyst w kwarcie – obie drużyny
  - 29 (2017)
- Najmniej asyst – zespół
  - 15 – Zachód (1965)
- Najmniej asyst – obie drużyny
  - 37 (1964)

### Przechwyty
- Najwięcej przechwytów – zespół
  - 24 – Wschód (1989)
- Najwięcej przechwytów – obie drużyny
  - 40 (1989)

### Bloki
- Najwięcej bloków – zespół
  - 16 – Zachód (1980 1OT)
  - 12 – Zachód (1994)
- Najwięcej bloków – obie drużyny
  - 25 (1980 1OT)
  - 21 (1994)

## NBA All-Star Weekend
- Najwięcej wygranych konkursów Skills Challenge

- 2 – Dwyane Wade (2006, 2007)
- 2 – Steve Nash (2005, 2010)
- 2 – Damian Lillard (2013, 2014)

- Najwięcej wygranych z rzędu konkursów Skills Challenge

- 2 – Dwyane Wade (2006, 2007)
- 2 – Damian Lillard (2013, 2014)

- Najwięcej wygranych konkursów wsadów

- 3 – Nate Robinson (2006, 2009, 2010)

- Najwięcej wygranych z rzędu konkursów wsadów

- 2 – Michael Jordan (1987, 1988)
- 2 – Jason Richardson (2002, 2003)
- 2 – Nate Robinson (2009, 2010)
- 2 – Zach LaVine (2015, 2016)

- Najwięcej wygranych konkursów rzutów za 3 punkty

- 3 – Larry Bird (1986, 1987, 1988)
- 3 – Craig Hodges (1990, 1991, 1992)

- Najwięcej wygranych z rzędu konkursów rzutów za 3 punkty

- 3 – Larry Bird (1986, 1987, 1988)
- 3 – Craig Hodges (1990, 1991, 1992)

- Najmłodszy zwycięzca konkursu wsadów

- Kobe Bryant (18 lat, 169 dni)

- Najmłodszy zwycięzca konkursu rzutów za 3 punkty

- Kyrie Irving (20 lat, 330 dni)

- Najmłodszy zwycięzca konkursu Skills Challenge

- Karl-Anthony Towns (20 lat, 90 dni)

## inne
- Frekwencja

- 108713 podczas meczu gwiazd w 2010, który odbył się w Cowboys Stadium, w Arlington — najwyższa frekwencja w historii koszykówki.

- Najmłodszy MVP meczu gwiazd

- LeBron James (21 lat, 51 dni)

- Najstarszy MVP meczu gwiazd

- Shaquille O'Neal (36 lat, 346 dni)

- Najmłodszy MVP Rising Stars Challenge

- Kyrie Irving (19 lat, 338 dni)

- Najmłodszy/Najstarszy zawodnik w składzie podstawowym

- Najstarszy: Michael Jordan z Washington Wizards został najstarszym zawodnikiem, który rozpoczął mecz gwiazd w składzie podstawowym, w wieku 39 lat, 357 dni, po tym jak Vince Carter oddał mu swoje miejsce w składzie wyjściowym, w 2003.
- Najmłodszy: Kobe Bryant z Los Angeles Lakers został najmłodszym zawodnikiem, który rozpoczął mecz gwiazd w składzie podstawowym, w wieku 19 lat i 170 dni, w 1998.

- (OT) – oznacza overtime - dogrywkę